# Helge Larsen
Helge Larsen, född 25 april 1915 i Vester Åby, död 24 januari 2000, var en dansk rektor och politiker för Det Radikale Venstre. Han var folketingsledamot 1956–1964 och Danmarks utbildningsminister 2 februari 1968 till 11 oktober 1971.
Helge Larsen var son till mejeriföreståndaren Anton Johannes Larsen (1884–1965) och Kamilla Hansine Larsen (1886–1951). Han tog studentexamen från Odense katedralskole 1934 och blev cand. mag. 1942 från Köpenhamns universitet med historia som huvudämne och danska och tyska som biämnen. Han var lärarvikarie på Østersøgades gymnasium (1944–1945) och Gentofte statsskole (1946–1947) innan han blev lärare vid Statens kursus til studentereksamen (1947–1949) och sedan adjunkt och, från 1964, lektor på Nykøbing katedralskole. 1965–1968 var han rektor för Gladsaxe gymnasium.
1936 och 1940–1944 var han styrelseledamot av Radikal Ungdom i Köpenhamn. 1948–1950 var han ledamot i förbundet riksstyrelse och redaktör för förbundets medlemstidning (1936–1941 och 1943–1950). Han gifte sig 1942 med Tonny Karen Lolk, syster till politikern Lilly Helveg Petersen. Larsen kandiderade från 1952 till Folketinget för Maribo amts valkrets. Han blev invald efter att han fick ta över den avlidna Svend Jørgensens kretsmandat 1956. Han var bl.a. dansk delegat i Nordiska rådet (1957–1964), ledamot i Radiorådet (1959–1968) och folketingssekreterare. Han lyckades inte bli invald i Folketinget i valen 1964 och 1968, men utsågs till utbildningsminister i Hilmar Baunsgaards borgerliga koalitionsregering. Larsens tid som utbildningsminister kännetecknades av flera stora förändringar; däribland upprättandet av Roskilde universitetscenter, ökat inflytande för universitetsstudenterna, utvidgad undervisningsplikt från 7 till 9 år, införandet av obligatorisk sexualundervisning i folkskolan och ökat föräldrainflytande i folkskolornas styrelse. Han avgick tillsammans med regeringen 1971. Han fortsatte bl.a. som ledamot i partistyrelsen (1966–1981) och ledamot i Radiorådet (1974–1978).